# Antonio Vivaldi
Antonio Lucio Vivaldi, zwany Il Prete Rosso (pol. „Rudy Ksiądz”) (ur. 4 marca 1678 w Wenecji, zm. 28 lipca 1741 w Wiedniu) – wenecki kompozytor, skrzypek i duchowny rzymskokatolicki. Uznawany jest za jednego z najwybitniejszych kompozytorów epoki baroku.
Antonio Vivaldi urodził się w Wenecji. Jego ojciec, początkowo cyrulik z zamiłowaniem muzycznym, był skrzypkiem, który ostatecznie znalazł zatrudnienie w orkiestrze bazyliki św. Marka. To od niego młody Vivaldi uczył się gry na tym instrumencie.
W wieku 25 lat otrzymał święcenia kapłańskie. Pół roku później we wrześniu 1703 roku rozpoczął pracę jako nauczyciel gry na skrzypcach w sierocińcu dla dziewcząt Ospedale della Pietà, dla którego komponował do końca życia. W 1705 r. został opublikowany jego pierwszy zbiór sonat a tre, a cztery lata później nowa seria sonat skrzypcowych. W 1713 roku Vivaldi napisał swoją pierwszą operę Ottone in villa. W roku 1718 udał się do Mantui, gdzie pozostał przez dwa lata, dyrygując muzyką świecką na dworze księcia Filipa. Po powrocie do Wenecji, w 1727 r. opublikował Il cimento dell'armonia e dell'inventione ze słynnym zbiorem Le quattro stagioni (Cztery pory roku).
W ostatnich latach życia podróżował po Europie, dyrygując wykonaniami swoich dzieł. W 1740 wyruszył do Wiednia, gdzie rok później zmarł na nierozpoznaną do końca chorobę.

## Życiorys

### Rodzina
Dziadek kompozytora, Agostino Vivaldi mieszkał w Brescii. Miał dwóch synów Agostina (ur. ok. 1643) i Giovanniego (ok. 1655-1736). Po śmierci Agostina seniora w 1665 rodzina przeniosła się do Wenecji; 11 czerwca 1676 ojciec kompozytora Giovanni Battista Vivaldi ożenił się z Camillą Calicchio, córką krawca. Z zawodu był fryzjerem, jednak już w metryce chrztu kompozytora występuje jako „instrumentalista”, a od 1685 pracował jako skrzypek w bazylice świętego Marka. Z faktu, że był angażowany jako „Giambattista Rossi” lub „Giambattista Vivaldi detto Rossetto”, przypuszcza się, że odznaczał się rudym kolorem włosów, którą to cechę przekazał najstarszemu synowi. Z małżeństwa Giambattisty i Camilli przyszło na świat sześcioro dzieci: Antonio Lucio (4 marca 1678), Margarita Gabriela (1680), Cecilia Maria (1683), Bonaventura Tomaso (1685), Zanetta Anna (1687) i Francesco Gaetano (1700).

### Wczesne lata

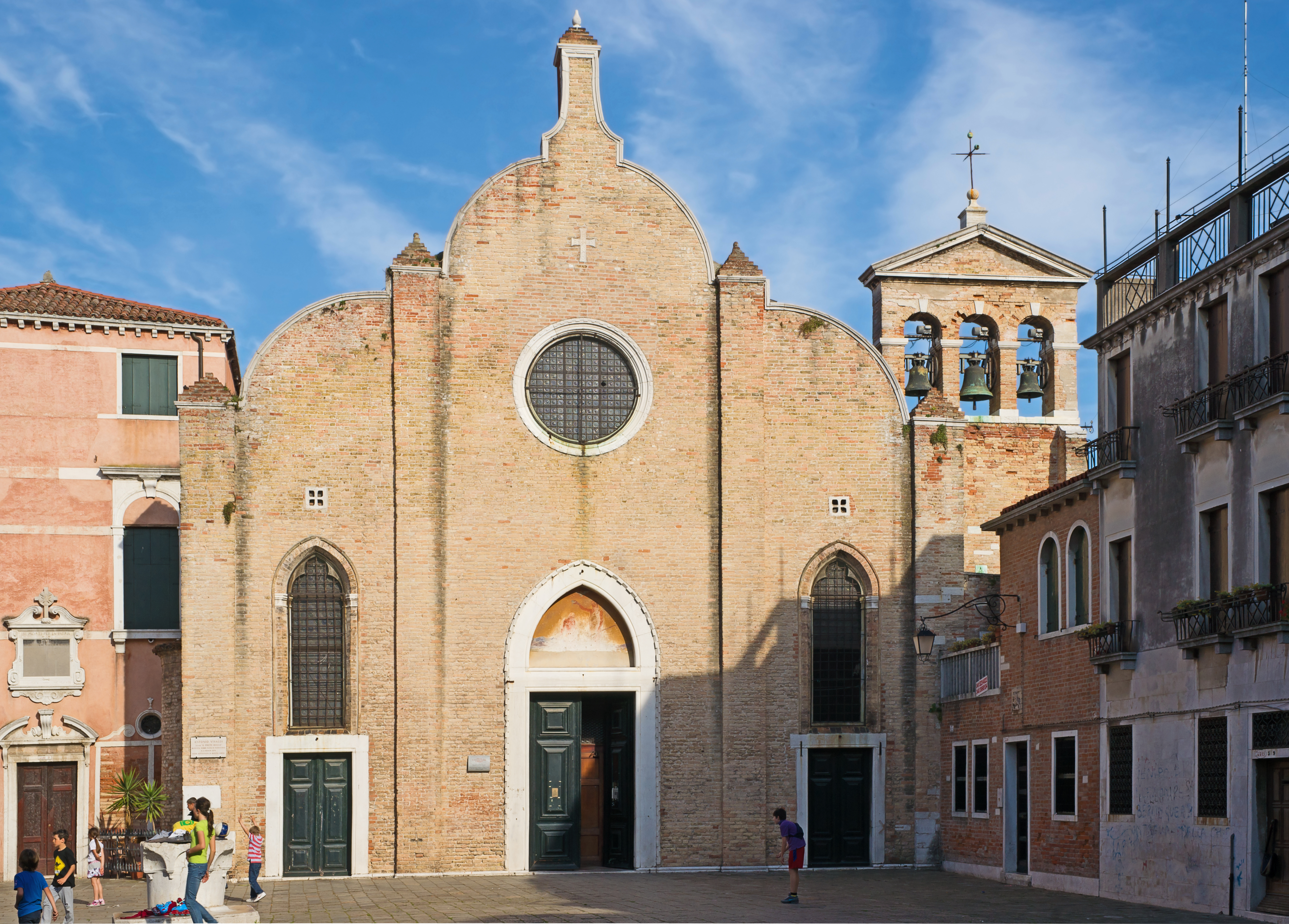
Kościół San Giovanni Battista in Bragora, Wenecja

Antonio, urodzony 4 marca 1678, został ochrzczony in casa pericoli di morte. 6 maja został przyniesiony do kościoła San Giovanni Battista in Bragora i zapisany w tamtejszej księdze parafialnej. Nie jest znany charakter choroby, która stała się przyczyną chrztu w niebezpieczeństwie śmierci. Być może była nią astma, która przez całe życie gnębiła kompozytora. W liście z 1737 pisał: Z tego powodu niemal stale przebywam w domu i wyruszam jedynie płynąc w gondoli lub jadąc karetą.
Naukę gry na skrzypcach pobierał u swego ojca. Możliwe, że nauczył się też trochę grać na klawesynie. Jako najstarszy syn został przeznaczony do stanu duchownego. Kształcił się w szkołach dzielnicowych należących do kościołów San Giovanni in Oleo i San Geminiano. 18 września 1693 przyjął tonsurę; we wrześniu 1696 ostatnie ze święceń niższych (akolitat). 23 marca 1703 roku został wyświęcony na kapłana.

### Kariera
Vivaldi miał 25 lat, gdy zaczął pracować w sierocińcu. Przez następne trzydzieści lat komponował większość swoich głównych dzieł podczas pracy w tym miejscu. W Wenecji istniały cztery podobne instytucje; ich celem było zapewnienie schronienia i edukacji dzieciom, które zostały opuszczone lub osierocone, lub których rodziny nie były w stanie ich utrzymać. Zostały one sfinansowane ze środków przekazanych przez Republikę. Chłopcy nauczyli się zawodu i musieli odejść, kiedy skończyli piętnaście lat. Dziewczęta otrzymały wykształcenie muzyczne, a najzdolniejsi uczniowie pozostali i zostali członkami renomowanej orkiestry i chóru Ospedale. Cotygodniowe występy zespołów z Ospedale stały się z czasem jednym z ważniejszych wydarzeń artystycznych w Wenecji. Pracowali tam także m.in. G. Legrenzi, Domenico Scarlatti.
W 1705 został opublikowany jego pierwszy zbiór sonat na trzy instrumenty, a cztery lata później nowa seria sonat skrzypcowych. Sonaty te odniosły duży sukces. Sukces ten ugruntował w 1711 cyklem koncertów znanych jako L'Estro Armonico. W 1713 Vivaldi napisał swoją pierwszą operę Ottone in villa.
W roku 1718 udał się do Mantui, gdzie pozostał przez dwa lata, dyrygując muzyką świecką na dworze księcia Filipa. Po powrocie do Wenecji, w 1727 opublikował Il cimento dell'armonia e dell'inventione ze słynnym zbiorem Le quattro stagioni (Cztery pory roku), który skomponował na podstawie anonimowych sonetów (istnieje hipoteza, że to sam Vivaldi był ich autorem), z których każdy nosił nazwę jednej z pór roku. Koncerty te są jednym z wybitniejszych przykładów muzyki programowo-ilustracyjnej. Następne lata podróżował po Europie dyrygując wykonaniami swoich dzieł. W 1740 wyruszył do Wiednia, gdzie rok później zmarł na nierozpoznaną do końca chorobę.
Sława Vivaldiego wyszła daleko poza granice Wenecji, jego dzieła cieszyły się powodzeniem także we Francji, Holandii i Włoszech.

## Zapomnienie i ponowne odkrycie
Sława utworów i samego Vivaldiego po jego śmierci nie trwała długo, a jeśli już pojawiało się gdzieś jego nazwisko, to tylko w charakterze anegdoty o księdzu biegającym w trakcie mszy do zakrystii, by zapisać temat muzyczny, który właśnie wpadł mu do głowy. Dopiero narastające zainteresowanie muzyką J.S. Bacha, który dokonał transkrypcji na klawesyn 18 koncertów skrzypcowych Vivaldiego, kazało zwrócić uwagę badaczy na kompozytora oryginałów. Stopniowo stawało się jasne, że Vivaldi to kompozytor, którego można stawiać na równi z Bachem i z Händlem.
Odkrycie w 1926 r. „rękopisów turyńskich”, czyli partytur do 140 dzieł instrumentalnych, 29 kantat, 12 oper, 3 krótszych dramatów, jednego oratorium oraz wielu fragmentów różnych utworów, dało muzykologom impuls do poszukiwań dalszych dzieł w zbiorach w całej Europie. Nieznane dzieła Vivaldiego są odnajdywane do czasów obecnych.

## Twórczość
| Rodzaj twórczości       | liczba dzieł   |
| Muzyka wokalna          | Muzyka wokalna |
| ----------------------- | -------------- |
| pieśni                  | 97             |
| muzyka chóralna         | 38             |
| Muzyka instrumentalna   |                |
| koncerty                | ponad 500      |
| muzyka kameralna        | 101            |
| Inne formy orkiestralne | 26             |
| opery                   | 35             |
| RAZEM                   | 859            |

Najpopularniejsze zbiory koncertów:
- L'Estro Armonico (Harmoniczna inspiracja) op. 3
- La Stravaganza op. 4
- 12 koncertów Il cimento dell'armonia e dell'inventione (Spór między harmonią a wyobraźnią) op. 8; rozpoczyna go cykl 4 koncertów Le quattro stagioni (Cztery pory roku)
- La cetra op. 9
- Sześć koncertów na flet i instrumenty smyczkowe op. 10
- Sześć koncertów na skrzypce i instrumenty smyczkowe op. 11
- Sześć koncertów na skrzypce i instrumenty smyczkowe op. 12

Generalnie przyjmuje się, że Vivaldi skomponował około 500 koncertów instrumentalnych (liczba ta trudna jest do ustalenia, gdyż przypisywano mu cudze utwory, a i nie ma gwarancji, że odnaleziono i zidentyfikowano jego wszystkie):
- ok. 350 koncertów na jeden instrument solowy oraz smyczki: najczęściej, ponad 230 razy, na solowe skrzypce, ponadto na takie instrumenty jak: fagot, wiolonczela, obój, flet, flautino, flet prosty, viola d’amore, mandolina,
- ok. 40 koncertów na dwa instrumenty solowe (najczęściej takie same, np. dwie trąbki lub mandoliny),
- ponad 30 koncertów z trzema lub więcej instrumentami solowymi, w tym z instrumentami tak rzadkimi w roli solowej jak kotły,
- ok. 60 koncertów bez instrumentu solowego, przypominających sinfonię, lecz nazwanych „koncert”[11].

| (audio)                                           | \| (info) \| \| Fragment koncertu Wiosna z cyklu Cztery pory roku \| \| Problem ze ściągnięciem pliku? Zobacz pomoc. \| |
| (info)                                            | |
| Fragment koncertu Wiosna z cyklu Cztery pory roku | |
| Problem ze ściągnięciem pliku? Zobacz pomoc.      | |

### Muzyka sakralna
- Gloria na instrumenty solowe, chór i orkiestrę
- Juditha triumphans, na instrumenty solowe, chór i orkiestrę

### Opery
- Ottone in villa (1713 Vicenza)
- Orlando finto pazzo (1714 Wenecja)
- Nerone fatto Cesare (1715 Wenecja, zagubiona)
- La costanza trionfante degl'amori e de gl'odii (1716 Wenecja)
- Arsilda Regina di Ponto (1716 Wenecja)
- L'incoronazione di Dario (1716 Wenecja)
- Tieteberga (1717 Wenecja)
- Scanderbeg (1718 Florencja, zagubiona)
- Armida al campo d'Egitto (1718 Wenecja)
- Teuzzone (1719 Mantua)
- Die über Hass und Liebe siegende Beständigkeit (1719 Hamburg)
- Tito Manlio (1720 Mantua)
- La Candace o siano Li veri amici (1720 Mantua, zagubiona)
- La verita in cimento (1720 Wenecja)
- Tito Manlio (1720 Rzym)
- Filippo Re di Macedonia (1721 Wenecja, zagubiona)
- La Silvia (26.8.1721 Mediolan, zagubiona)
- Ercole su’l Termodonte (23.1.1723 Rzym)
- Il Giustino (1724 Rzym)
- La virtù trionfante dell'amore e dell'odio overo Il Tigrane (1724 Rzym)
- L'inganno trionfante in amore (1725 Wenecja, zagubiona)
- Cunegonda (1726 Wenecja, zagubiona)
- La Fede tradita e vendicata (1726 Wenecja, zagubiona)
- La Tirannia gastigata (1726 Praga)
- Dorilla in Tempe (1726 Wenecja)
- Ipermestra (1727 Florencja, zagubiona)
- Siroe, Re di Persia (1727 Reggio)
- Farnace (1727 Wenecja)
- Orlando furioso (1727 Wenecja)
- Rosilena ed Oronte (17.1.1728 Wenecja, zagubiona)
- L'Atenaide o sia Gli affetti generosi (28.12.1728 Florencja)
- Argippo (1730 Praga, zagubiona)
- Alvilda, Regina de' Goti (1730 Praga, zagubiona)
- L'odio vinto dalla costanza (1731 Wenecja, zagubiona)
- La fida ninfa (6.1.1732 Werona)
- Semiramide (1732 Mantua, zagubiona)
- Motezuma (1733 Wenecja, zagubiona)
- L’Olimpiade (1734 Wenecja)
- L'Adelaide (1735 Werona, zagubiona)
- Bajazet (1735 Werona)
- Griselda (1735 Wenecja)
- Aristide (1735 Wenecja)
- Ginevra, Principessa di Scozia (1736 Florencja, zagubiona)
- Didone (1737 Londyn, zagubiona)
- Catone in Utica (1737 Werona)
- Il giorno felice (1737 Wiedeń, zagubiona)
- Rosmira (1738 Wenecja)
- L'oracolo in Messenia (1738 Wenecja)
- Feraspe (1739 Wenecja, zagubiona)
- Ernelinda (1750 Wenecja)

Większość kompozycji Vivaldiego odkryto w latach 30. XX wieku, a ich katalog tematyczny opracował Peter Ryom.